# Вирлоок
Вирлоок (рос. Верлиока) — міфічна одноока істота зі східнослов'янського фольклору. Найбільше варіантів казки — в українському фольклорі.
Вирлоока змальовують як високу однооку істоту з головою, вкритою шерстю, плечима у піваршина і костуром; мешкає в лісі. У казках виступає в образі вбивці і руйнівника, який нищить усе, що трапляється йому на шляху.
У казках проти нього часто об'єднуються люди, тварини та неживі предмети. Після загибелі чудовиська злі чари зникають і всі його жертви воскресають.